# 752 a.C.

## Eventos
- Sétima olimpíada; Diócles da Messênia foi o vencedor do estádio.[1]
- Durante esta olimpíada, segundo Eusébio de Cesareia, Rômulo fundou Roma.[1][Nota 1]
- Manaém é coroado rei de Israel (752 a. C. - 741 a. C)